# 피카츄와 이브이☆프렌즈
《피카츄와 이브이☆프렌즈》(일본어: ピカチュウとイーブイ☆フレンズ)는 2013년 7월 13일에 극장판 포켓몬스터 베스트위시: 신의 속도 게노세크트와 동시 상영되는 극장판 애니메이션 작품이다.

## 출연자
- 해설 : 안영미

등장 포켓몬
- 오오타니 이쿠에 : 피카츄 역
- 장경희 : 이브이 역
- 안영미 : 야나프 역, 터검니 역, 마자용 역
- 김현지 : 수댕이 역
- 오인성 : 나옹 역
- 우정신 : 님피아 역

이브이의 새로운 진화형
- 소연 : 부스터 역
- 남도형 : 샤미드 역
- 출연자 미상 : 리피아 역
- 신용우 : 블래키 역
- 김선혜 : 에브이 역
- 윤승희 : 글레이시아 역
- 출연자 미상 : 쥬피썬더 역
- 김영선 : 딥상어동 역
- 출연자 미상 : 포푸니라 역
- 출연자 미상 : 고디탱 역
- 출연자 미상 : 고디보미 역
- 출연자 미상 : 고디모아젤 역